# Parasuramesvara-Tempel

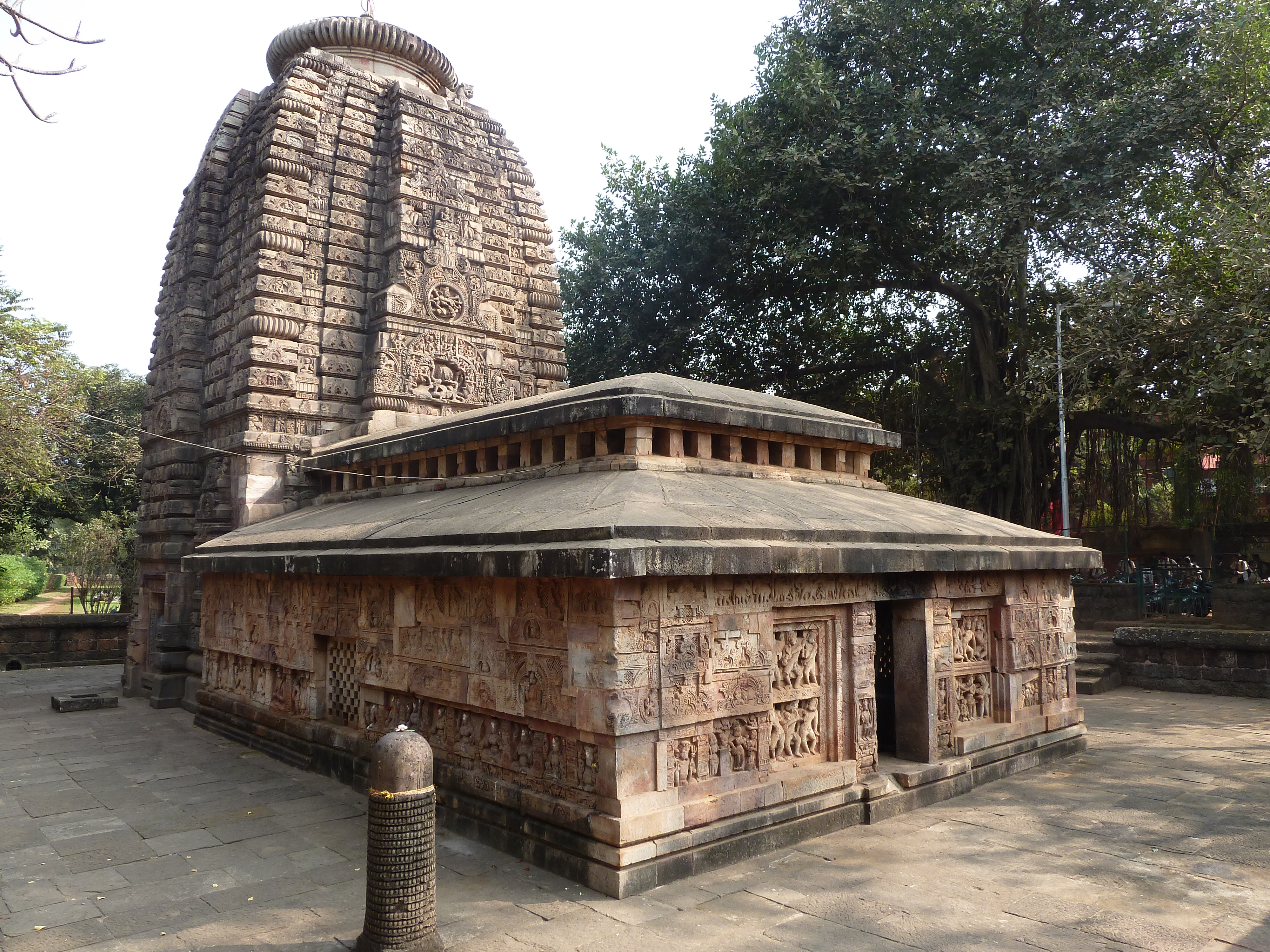
Parasuramesvara-Tempel in Bhubaneswar

Der dem Hindu-Gott Shiva geweihte Parasuramesvara-Tempel ist ein frühmittelalterliches Tempelbauwerk in Bhubaneswar im ostindischen Bundesstaat Odisha. Einer Legende zufolge soll Parashurama, der sechste Avatar Vishnus, der als kämpferischer Brahmane auftrat, den Gott Shiva so sehr verehrt haben, dass dieser ihm seine Axt als Waffe aushändigte.

## Lage
Der Parasuramesvara-Tempel befindet sich im religiösen Zentrum von Bhubaneswar am Bindu-Sagar, einem See in der Nähe des Lingaraja-Tempels und des Mukteswar-Tempels.

## Geschichte
Über die Entstehungsgeschichte des Tempels, d. h. über Bauzeit, Auftraggeber etc., ist – trotz mehrerer kurzer Bauinschriften – nichts bekannt. In der wissenschaftlichen Auseinandersetzung hat sich eine Datierung ins mittlere oder ausgehende 7. Jahrhundert durchgesetzt, aber auch frühere oder spätere Datierungsvorschläge sind lange Zeit diskutiert worden. In jedem Fall gilt er – neben dem Vaital Deul – als ältester (erhaltener) Tempel der Stadt. Während der britischen Kolonialzeit wurde der Tempel behutsam ausgebessert.

## Architektur

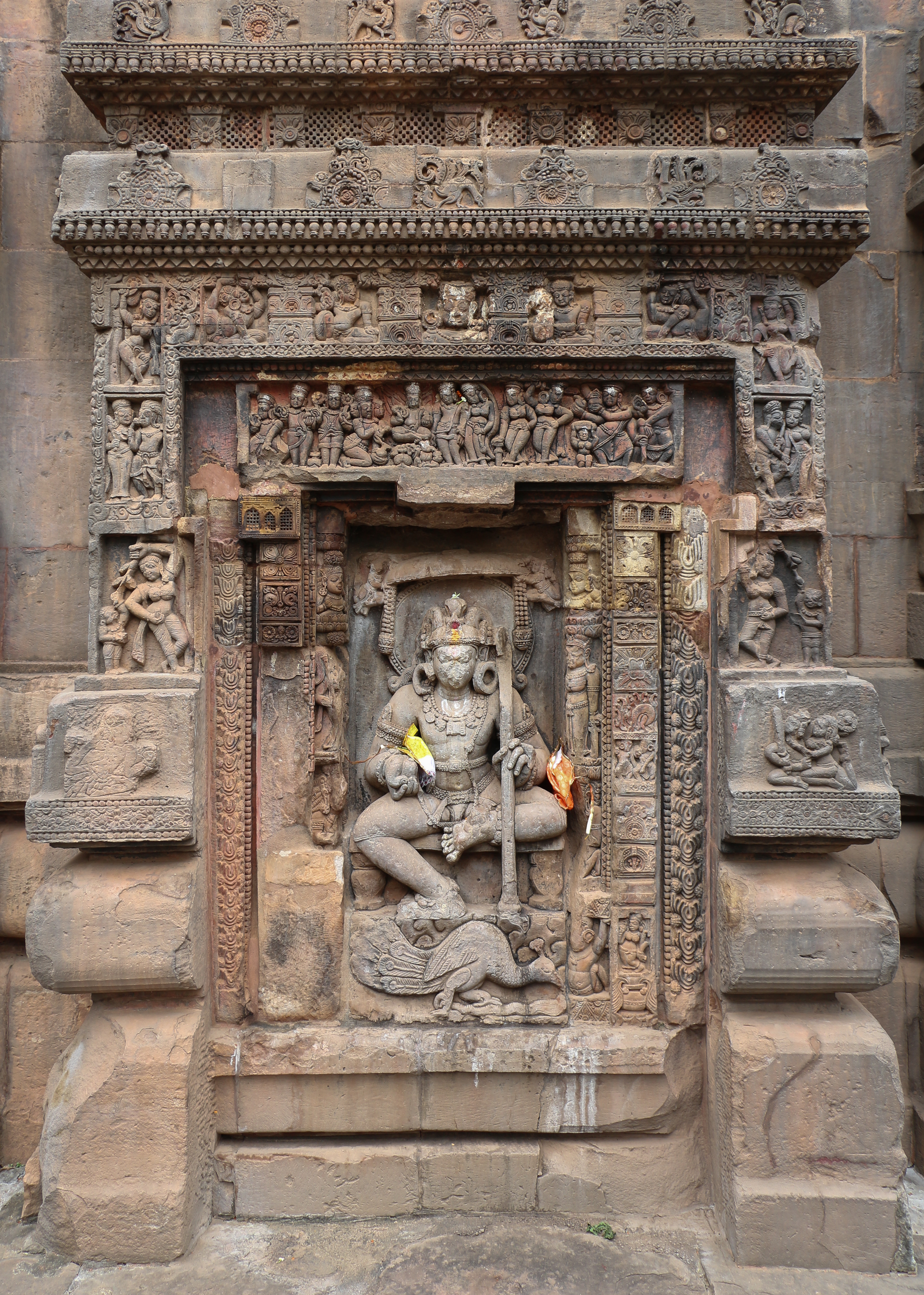
Kartikeya mit seinem Reittier (vahana), dem Pfau; darüber die „Hochzeit Shivas“

Der Parasuramesvara-Tempel besteht aus zwei Bauteilen: der Cella (garbhagriha) mit dem darüber aufragenden Turm (shikhara oder rekha-deul) und einer – wahrscheinlich kurze Zeit später angefügten – Vorhalle (mandapa oder jagamohana). Die ursprünglich aus Holz gebauten Tempel Indiens bestanden nur aus einem allseits geschlossenen und meist quadratischen Baukörper mit einer Tür, aber ohne Fenster – diese Bauweise wurde in der Steinarchitektur nachgeahmt (siehe Kunda oder Naresar); erst in späterer Zeit entwickelten sich Verfeinerungen wie Turmaufbauten oder Vorhallen.
Der über 12 m hohe Turmaufbau (rekha-deul) des Parasuramesvara-Tempels zeigt bereits entwickelte und in sich gegliederte Bauformen wie man sie im 7. Jahrhundert kaum vermuten würde, sowie eine Vielzahl von abstrakten (z. B. von Perlstäben besetzte chandrasalas) und figürlichen Dekorelementen. Den oberen Abschluss bildet ein beinahe schwebend wirkender Ringstein (amalaka) mit einer ehemals darauf aufsitzenden Vase (kalasha).
Die im Äußeren etwa 8,90 × 8,70 m (innen etwa 7,50 × 5,60 m) große Vorhalle diente dem Aufenthalt der Gläubigen während der Puja-Zeremonie der Brahmanen; sie hat noch keinen entwickelten Dachaufbau, sondern zeigt – ähnlich wie viele Tempel in Aihole (Karnataka) – ein abgestuftes Flachdach, dessen Öffnungen im oberen Teil, wie auch die seitlichen Jali-Fenster für ein wenig Licht und Luft im Inneren sorgen. Die Außenwände der Vorhalle sind mit abstrakt vegetabilischen und geometrischen Verzierungen sowie mit figürlichen Darstellungen überzogen.

## Skulptur
In den beiden Wandnischen seitlich des Eingangsportals finden sich in zwei Ebenen angeordnete männliche Musikanten und Tänzer. Die linke Außenwand zeigt im unteren Bereich eine der frühesten Darstellungen der „Sieben Mütter“ (saptamatrikas). Daneben steht ein phallisch wirkender Lingam-Stein (jedoch ohne Yoni), an welchem früher möglicherweise Tieropfer dargebracht wurden. Die Wandnischen des Turmes zeigen die Söhne Shivas: Kartikeya, mit seinem Begleittier, dem Pfau und Ganesha. Im mittleren vorderen Band des Turmes finden sich zwei figürliche Motive – unten der Dämon Ravana wie er Shivas Wohnsitz, den Berg Kailash, erschüttert; darüber Shiva als achtarmiger kosmischer Tänzer (nataraja).

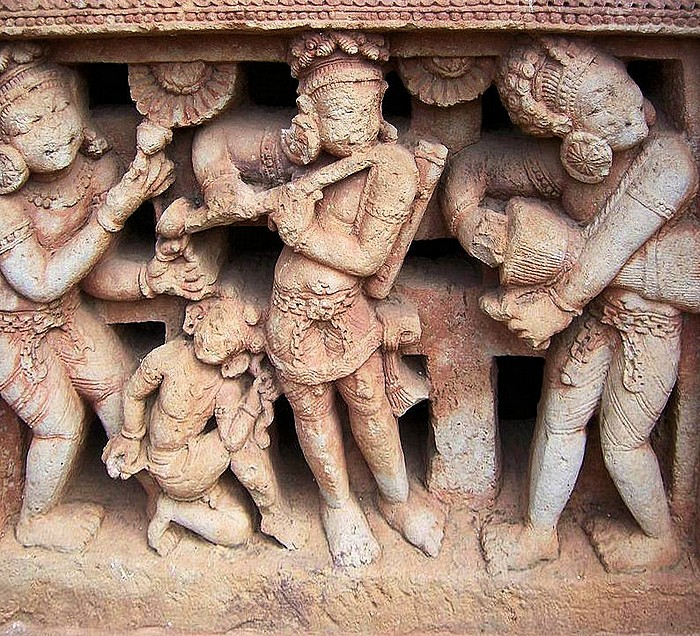
Musikanten
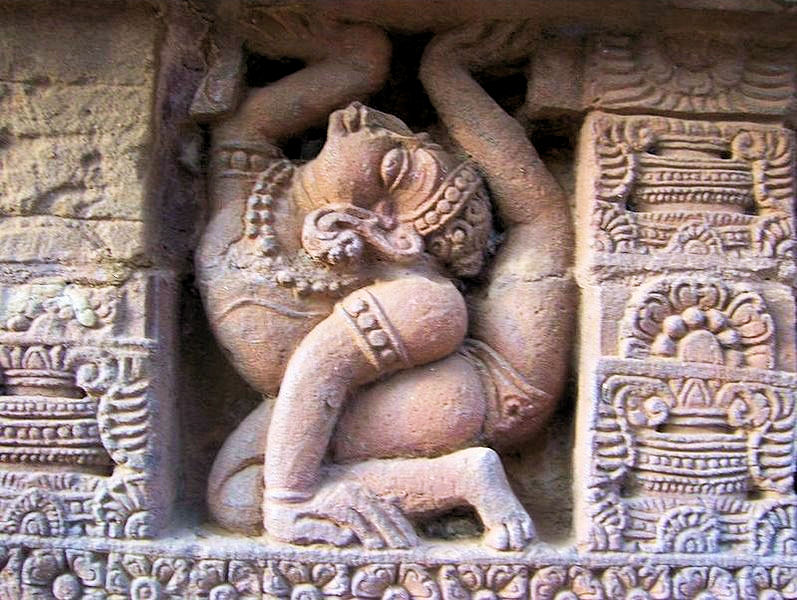
Tänzerin/Akrobatin
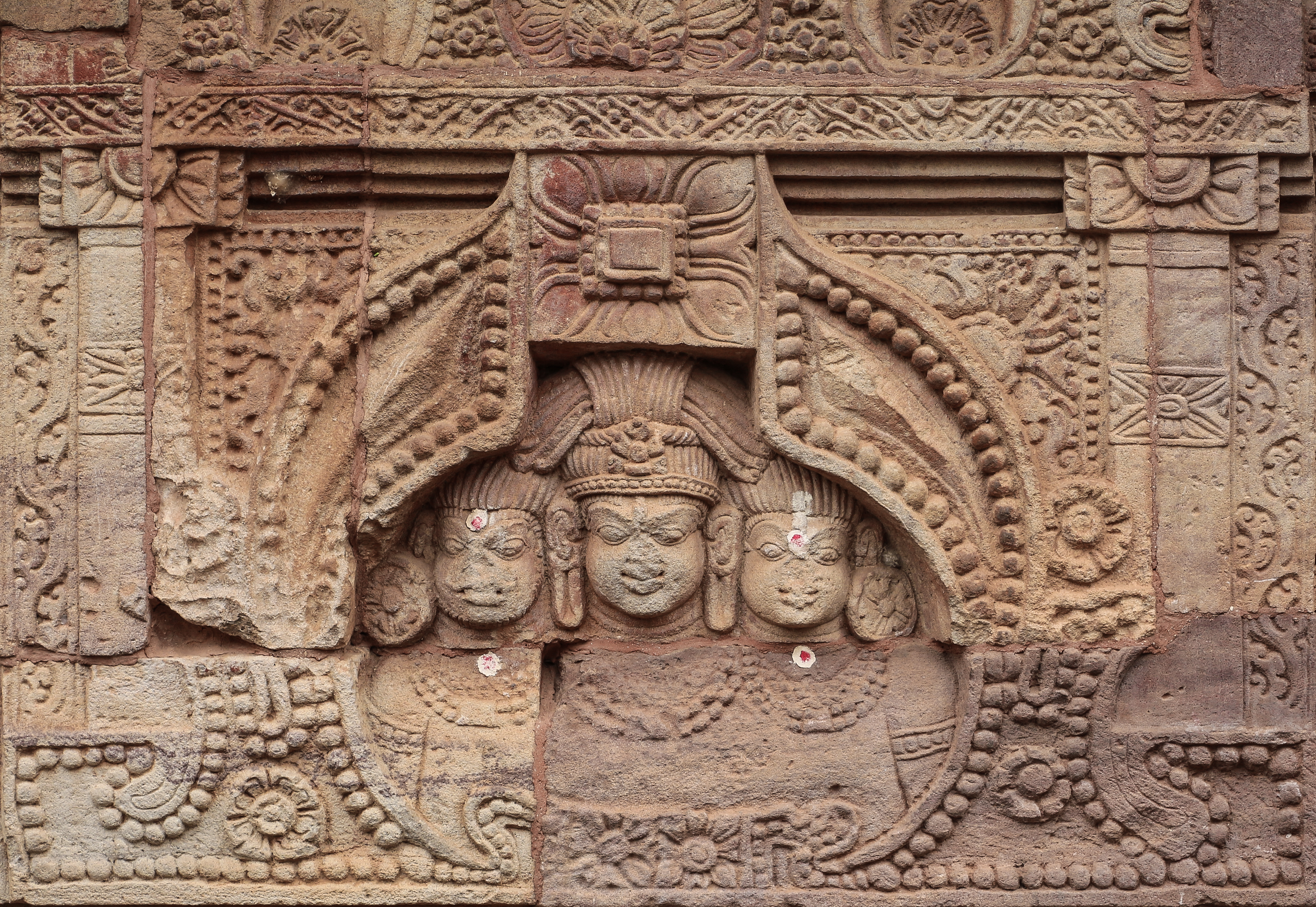
Chandrasala-Blendfenster
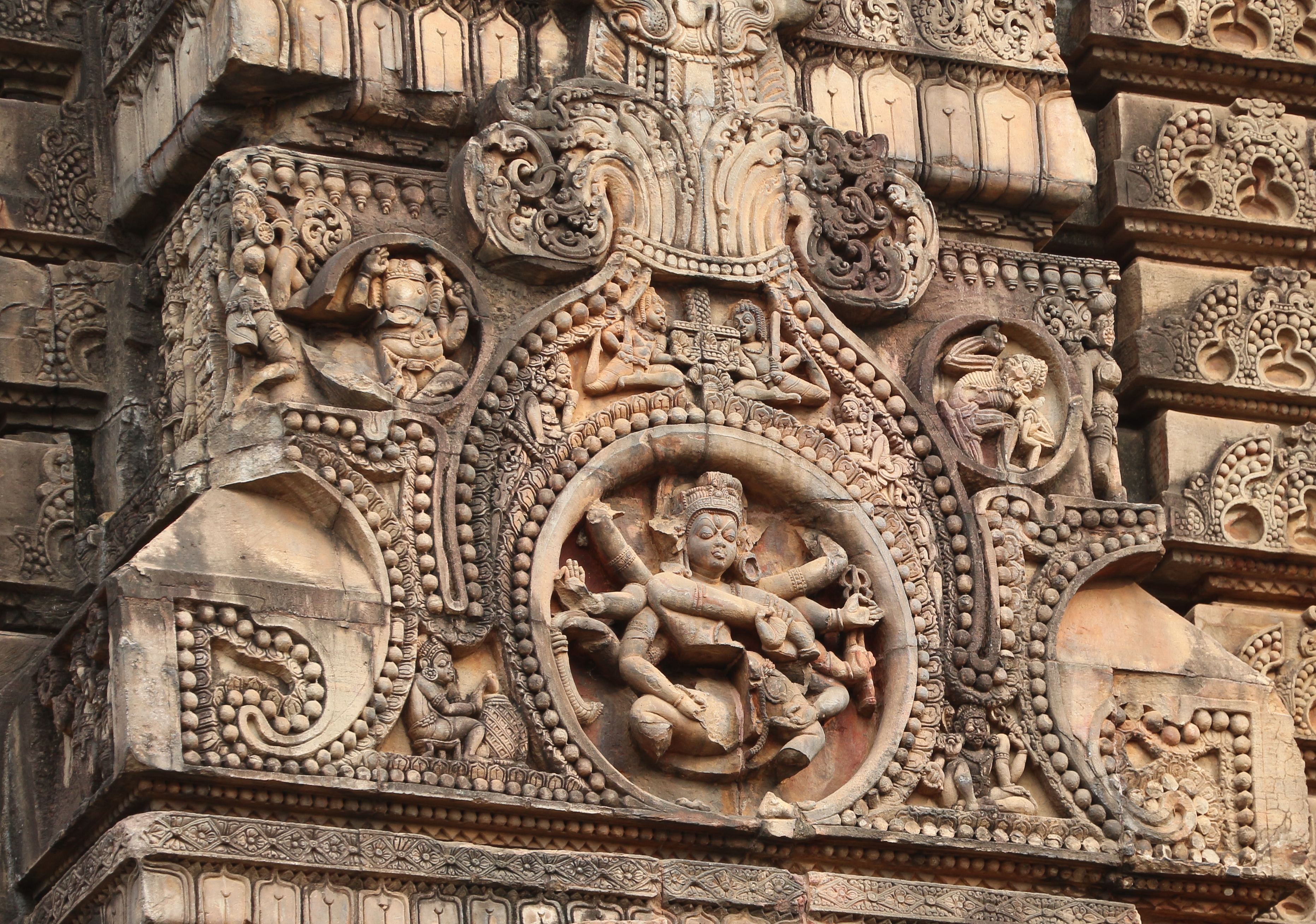
Shiva-Nataraja
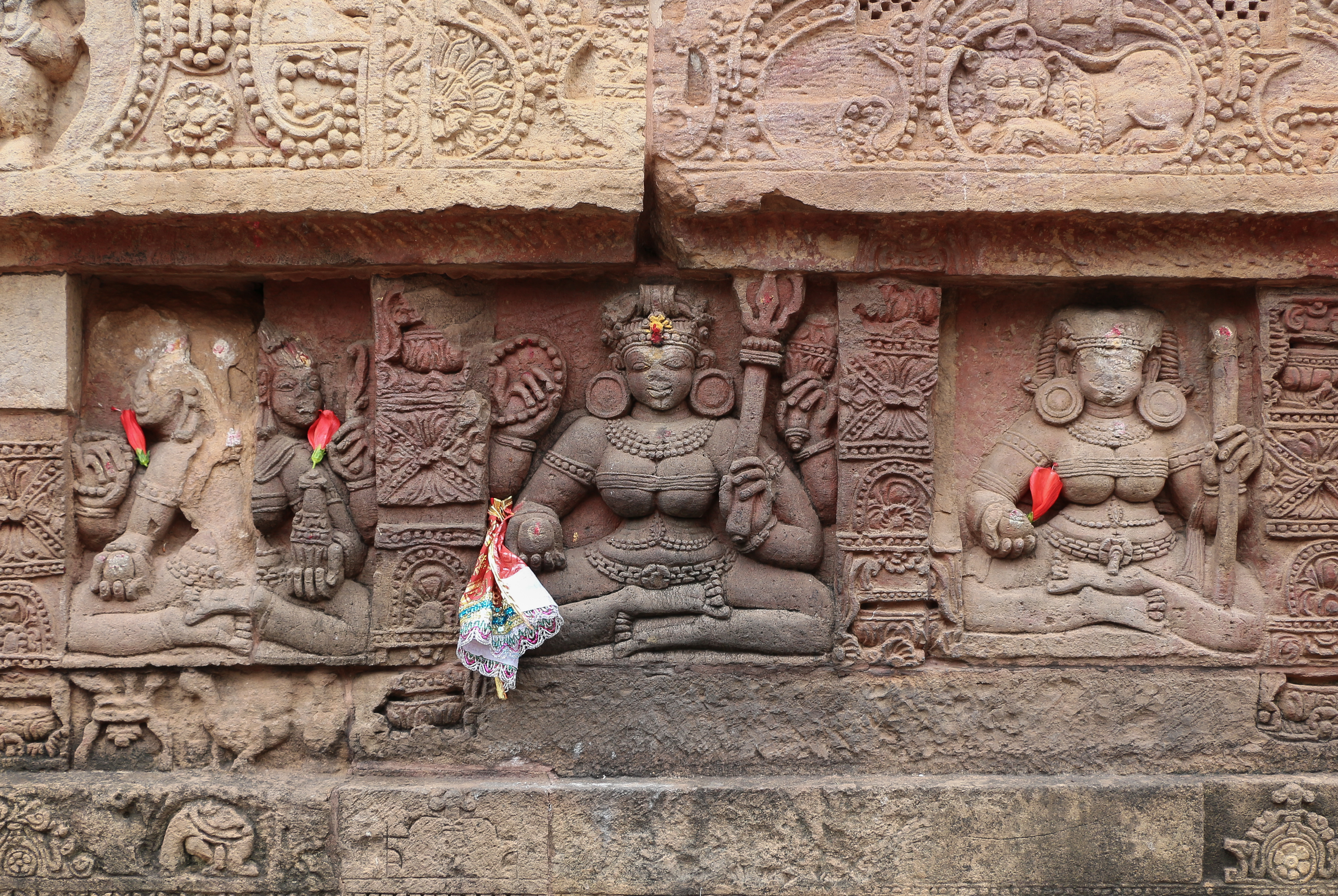
3 Matrikas
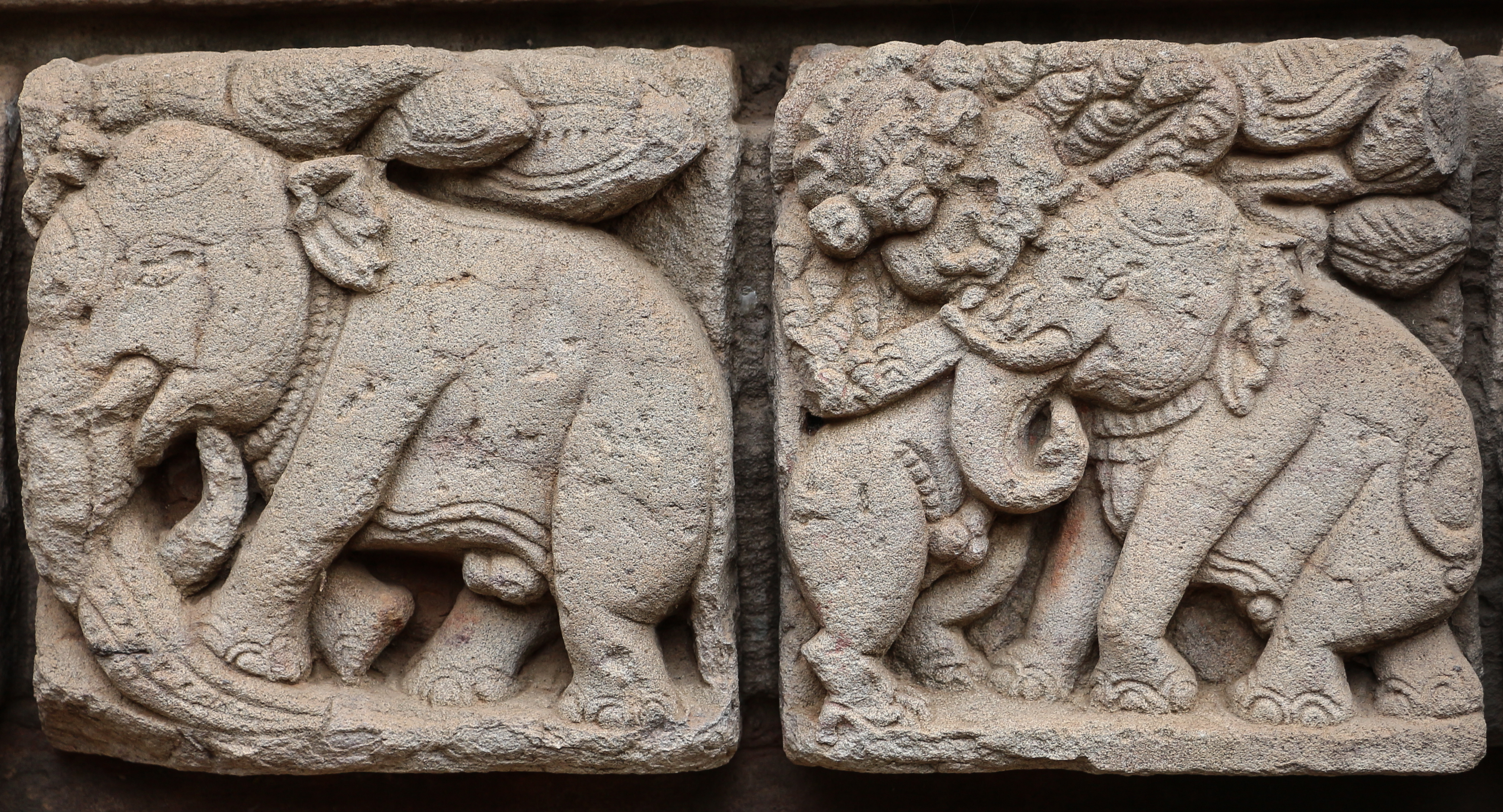
Elefant + Elefant mit Löwe